# LOVE えっくすあーる
『LOVE えっくすあーる』（ラブ えっくすあーる）は、2007年10月1日から2008年3月28日までラジオ沖縄が毎週月曜 - 金曜 23:30 - 翌日 0:00 （日本標準時）に編成していた深夜のラジオ番組枠である。
枠名は、ラジオ沖縄のコールサインであるJOXRのXRに由来すると思われる。

## 放送番組一覧
月曜：恋はななえやえ
パーソナリティ：金城奈々絵
2007年9月までは月曜 20:20 - 21:00 に放送されていた。枠の終了後には、月曜 23:00 - 23:30 へ移動して放送を継続。その後、枠を転々としながらも番組は継続して、のちに火曜 23:30-24:00 となった。2024年4月現在は日曜8:00 - 8:15で放送中。
火曜：携-1 GP
パーソナリティ：新里亜矢
携帯電話の活用方法を、インタビューを織り交ぜながら紹介していた番組。
水曜：しゃもじのあやかりたいっす
パーソナリティ：しゃもじ
『しゃもじのもじもじしない水曜日』の終了から4か月後に同じ時間帯でスタートした番組。
木曜：NANBUアワー
パーソナリティ：玉城美香、津波信一
糸満市出身の玉城美香と南城市佐敷出身の津波信一による南部ー（なんぶー）な番組。その後、枠の終了とともに放送時間を変更、数回変更ののち、2009年より日曜12:10-13:00に移動し、2024年現在も日曜昼の同枠で放送中。
金曜：ぷろすぱ
パーソナリティ：プロパン7、すぱるたいんづ
元々2007年4月からこの時間帯で放送されており、放送時間の変更なしで金曜えっくすあーる枠に加入。枠の終了後には、2007年3月以前と同じ日曜 22:00 - 22:30 での放送へ戻った。